# 赵莹
赵莹（885年—951年6月8日），字玄辉，中国五代十国时期政权后唐、后晋官员，在后晋为宰相。

## 家世
赵莹生于唐僖宗光启元年（885年），华州华阴人氏，曾祖父赵溥，江陵县丞。祖父赵孺，秘书正字。父赵居晦，为农。
赵莹风仪美秀，性纯厚谨慎。后梁龙德年间（921年－923年），赵莹中进士，入仕，为梁将康延孝从事。

## 后唐年间
后唐同光年间（923年－926年），当时已被皇帝李存勖赐名李绍琛的康延孝任保义军节度使，赵莹随之赴任。李存勖发兵灭西南邻国前蜀，李绍琛作为骑将随征，赵莹被留在保义军监修金天神祠。完成后，他忽然梦见神召他于前亭，待以优礼，对他说：“公富有前程，所宜自爱。”并遗下一剑一笏，醒后骇异。李存勖在都城洛阳的兴教门之变中被杀，由养兄李嗣源继位后，李嗣源婿石敬瑭被任为保义军留后。赵莹作为保义军旧官谒见，和石敬瑭一见如故，被石敬瑭奏署管记。石敬瑭历任不同藩镇的节度使时，赵莹都相从，多次出使朝廷，官至御史大夫，赐金紫。期间其母去世，丁忧，但石敬瑭不让他回华阴，他就着粗缞丧服继续在石敬瑭幕下，遭人非议。石敬瑭被任为河东节度使后，赵莹又为其节度判官。
清泰三年（936年）五月，长期怀疑石敬瑭谋反的李嗣源养子皇帝李从珂决定通过下诏调石敬瑭去天平军来试验他。石敬瑭担心有诈，召将佐商议。唯有赵莹面有惧色，建议他赴任，而都押牙刘知远、掌书记桑维翰等建议他反叛。石敬瑭最终反叛，虽然没有听赵莹的意见，但心里很喜爱他。六月，李从珂诏河东将佐节度判官自赵莹以下十四人籍没家产。充太原四面招讨使张敬达率唐军很快围河东军部太原，七月，石敬瑭派赵莹持表文和重礼，以割让燕云为诺，通过唐北面敌国契丹西南路招讨卢不姑求援于契丹太宗，契丹太宗随后率援军赶到，击溃张敬达军，并宣布石敬瑭为新成立的政权后晋的皇帝。

## 后晋年间

### 石敬瑭年间
十一月，石敬瑭任命了一系列新政府要员。赵莹被授翰林学士承旨、金紫光禄大夫、守尚书户部侍郎，知太原府事。不久，张敬达副使杨光远杀张敬达，以唐军投降契丹、晋联军。闰十一月，石敬瑭和契丹太宗准备南下进军洛阳之际，石敬瑭任时任翰林学士承旨、知河东军府事、正议大夫、尚书户部侍郎、知制诰、赐紫金鱼袋的赵莹和桑维翰为同中书门下平章事，为宰相，以赵莹为门下侍郎，桑维翰为中书侍郎。赵莹还被任为监修国史。
契丹、晋联军在潞州迫降进军洛阳的仅存障碍唐将卢龙军节度使赵德钧后，契丹太宗决定留在潞州，让石敬瑭自取洛阳，以免汉族人受到惊吓。分别时，太宗对石敬瑭说：“刘知远、赵莹、桑维翰都是创业功臣，如果没有大错误，不要抛弃。”石敬瑭到洛阳后，李从珂绝望，举家自焚，唐亡，领地为晋所并。
石敬瑭进入洛阳后，天福二年（937年）四月，派赵莹、兼门下侍郎同平章事冯道等为使，持礼物出使契丹感谢契丹太宗。六月，宰相李崧上表，指出赵莹是佐命元臣，请将枢密使一职让给赵莹。诏不允。当月赵莹从契丹回朝，加光禄大夫，七月，判户部。八月，奏请循近例依唐明宗（李嗣源）朝故事，凡有内廷公事及言动之间，委端明殿学士或枢密院学士侍立皇帝身侧，每日编录，每季送馆，其百司公事也每季送馆，随即编修日历。获准。三年（938年）七月，与桑维翰、李崧各改乡里名号。十一月，兼吏部尚书。当月，又奉表入贺契丹，献上幽、蓟、瀛、莫、涿、檀、顺、妫、儒、新、武、云、应、朔、寰、蔚十六州及图籍。后来北宋太宗雍熙二年（985年）二月对宰相说：“朕览史书，见晋高祖（石敬瑭）求援于契丹，行父事之礼（指石敬瑭认契丹太宗为父），割地以奉之，使数百万黎庶陷于契丹统治，冯道、赵莹居宰辅，都被派去持礼，很屈辱。”
四年（939年）三月，石敬瑭在同一封诏书上加归德节度使刘知远和妹夫忠武节度使杜重威同平章事。刘知远自认为有佐命大功，而杜重威是外戚无大功，耻于与其同诏，四次上表辞不受。石敬瑭以为这是刘知远的蔑视，对赵莹怒言要完全罢免刘知远的军职。赵莹为刘知远求情，指出张敬达初攻太原时，军力十余万，守军只有五千，是刘知远奋力坚守才保住太原不失直至契丹太宗来援。石敬瑭释然，没有罢免刘知远，并派端明殿学士和凝去刘知远府上谕旨，刘知远受命。
作为宰相的赵莹为人敦让，注重提拔能干的青年官员。太常博士贾纬给赵莹写诗：“满朝唯我相，秉柄无亲雠，三年司大董，最切是编修，史才不易得，勤勤处处求。愚从年始立，东观思优游，昔时人未许，今来虚白头，春台与秋阁，往往兴归愁，信运北阙下，不系如虚舟。绵蕝非所好，一日疑三秋，何当适所愿，便如升瀛洲。”五年（940年）在改任为起居郎、史馆修撰后，他又对赵莹说：“《唐史》一百三十卷，止于唐代宗，以下十余朝未有正史，请与同职修之。”赵莹以其言上奏，石敬瑭以为然，而李崧认为唐朝近百年无实录无从修史，贾纬与宰相论说此事不已。六年（941年）二月，朝廷诏户部侍郎张昭远、时任内起居郎贾纬、秘书少监赵熙、吏部郎中郑受益、左司员外郎李为光等同修唐史，以赵莹监修。赵莹任多名能干的史学家以职务，收集前朝散佚的唐朝史料。四月，赵莹奏称贾纬丁母忧去官，请以刑部侍郎吕琦、侍御史尹拙一同编修，又奏称五十年间存书百无二三，请下诏及以官职悬赏以购求史馆所阙唐朝实录，都获准。共修成唐史约二百卷，在当时发行，即《旧唐书》，唐朝皇帝遗失的实录也得到纂补。
七年（942年）正月，石敬瑭以赵莹为侍中。

### 石重贵年间
六月，石敬瑭崩，侄石重贵继位。八月，加赵莹中书令。右金吾卫上将军刘处让因未被提升，一天到中书省趁酒醉一个个骂在场宰相冯道、赵莹、李崧、和凝。
次年（943年）三月，赵莹被遣出当时的都城开封，为晋昌节度使兼中书令，而时任晋昌节度使桑维翰则被召回为侍中。当时后晋受到大规模蝗灾，赵莹下令境内捕蝗者可以蝗虫一斗换禄粟一斗，饥民得救，远近嘉之。时任京兆少尹郑受益因是赵莹在朝时的旧属，也很被赵莹厚待。开运元年（944年）四月，赵莹调任匡国军节度使（军部在华州）。二年（945年）五月，回开封为行开封尹。
时与桑维翰同任枢密使的石重贵妻弟冯玉与宣徽北院使、权侍卫马步都虞候李彦韬作为皇帝近臣而有权势。他们厌恶桑维翰，认为赵莹更易受控制，一起称赞赵莹，十二月，说服石重贵罢桑维翰相位，任为开封尹，赵莹复相，仍为中书令，加宏文馆大学士。
和与当时已改名为辽的契丹关系友好的石敬瑭不同，石重贵与辽对抗，两国频繁交战。三年（946年），辽太宗令大将、当时领石敬瑭先前割让给辽的卢龙军的赵德钧养子赵延寿“秘密”派使者赴晋称愿归顺，请求晋大军来援，以为诱晋之计。石重贵的枢密使冯玉和李崧相信了，准备让已为避石重贵讳改名杜威的时任天雄节度使兼中书令杜重威为招讨都部署率大军前往，侍卫马步都指挥使、天平节度使李守贞为副。赵莹私下对冯、李说：“杜令公是国戚，贵为将相，而所欲未得满足，心常怀恨，岂可再假以兵权！真的要发兵北方，不如只任李守贞。”但不被听从。杜威率领的军队很快出发，但进入辽境后立即陷入辽太宗的圈套，撤退时被太宗军在中度桥包围。太宗假意承诺以杜威为帝取代石重贵后，杜威投降。太宗南下进军开封。因几乎全朝廷的军队都在杜威统领下投降，石重贵认为开封无可守御，投降，晋亡。

## 辽朝年间
辽太宗进入开封后，自称中原皇帝，会同十年（947年）正月，以赵莹为太子太保，将石重贵一家流放到北方深入辽境的黄龙府，遣赵莹、冯玉、李彦韬率三百骑护送。赵莹到卢龙军部幽州后停下了，没有真正随石家到黄龙府。大同元年（947年）四月，太宗崩，兄子辽世宗继位，时后晋故地为自称后汉皇帝的刘知远所复，辽世宗从这些地方撤军，授赵莹太子太保。
赵莹随后几年的活动不详。他和其他所有被辽太宗带入辽境的高官们在开封的宅子被刘知远所夺，赏赐给随驾大臣，赵莹的宅子被赐给枢密副使郭威。郭威召赵莹子原后汉刑部郎中赵易则，将和宅子有关的产业和契券全都还给他。赵易则惶恐辞让，郭威坚持，他才接受。赵莹闻讯，感激郭威。
后汉灭亡，仅有控制河东军的刘知远弟刘崇称汉帝，其政权史称北汉，为其延续。郭威建立后周。广顺元年（951年）（辽天禄五年），派尚书左丞田敏出使辽朝廷通好，意图劝阻辽朝援助刘崇。田敏到幽州，遇到赵莹。赵莹见到汉族官员悲怅不已，对田敏说：“老身漂零寄居于此，近闻我妻逝世，弱子无恙，蒙中原皇帝倍加存恤，我在开封的旧宅本属国家，也听闻因优恩得到特给的补偿，老夫至死也无以报效。”南望稽首，涕泗横流。不久他病了，遣人祈告于辽世宗，请求死后骸骨归于后周，以求魂归故里，世宗同情而同意了。五月，他在太子太傅任上去世，世宗辍朝一日，遣当初与他一同北上辽朝的儿子赵易从、其他几个家人及幽州牙将曹继筠护其灵柩到开封，八月到达。郭威感叹良久，诏赠太傅，赐赵莹子绢五百匹以备丧事，令归葬于华阴故里。

## 作品
- 《君臣政论》二十五卷[46]

## 评价
- 《旧五代史》：赵莹际会风云，优游籓辅，虽易箦于绝域，终归柩于故园，盖仁信之行通于遐迩故也。[1]